# Americhernes bethaniae
Espèce
Americhernes bethaniae est une espèce de pseudoscorpions de la famille des Chernetidae.

## Distribution
Cette espèce se rencontre au Brésil et en Colombie,.

## Description
Les mâles mesurent de 2,7 à 3,0 mm et les femelles de 2,7 à 4,0 mm.

## Publication originale
- Mahnert, 1979 : Pseudoskorpione (Arachnida) aus dem Amazonas-Gebiet (Brasilien). Revue Suisse de Zoologie, vol. 86, no 3, p. 719-810 (texte intégral).